# ケン・ウォルディチャック
ケネス・ディーター・ウォルディチャック（Kenneth Dieter Waldichuk, 1998年1月8日 - ）は、アメリカ合衆国カリフォルニア州サンディエゴ出身のプロ野球選手（投手）。左投左打。MLBのアスレチックス所属。

## 経歴

### プロ入りとヤンキース傘下時代
2019年のMLBドラフト5巡目（全体165位）でニューヨーク・ヤンキースから指名されプロ入り。傘下のルーキー級プラスキ・ヤンキースでプロデビューし、10試合に登板して0勝2敗、防御率3.68、49奪三振の成績を記録した。
2020年は新型コロナウイルスの影響でマイナーリーグの試合が開催されず、公式戦への出場はなかった。
2021年はA+級ハドソンバレー・レネゲーズで開幕を迎え、シーズン途中にAA級サマセット・ペイトリオッツへ昇格。2チーム合計で23試合（先発21試合）に登板して6勝3敗、防御率3.03、163奪三振の成績を記録した。
2022年はAA級サマセットで開幕を迎え、4試合に登板した後にAAA級スクラントン・ウィルクスバリ・レイルライダースへ昇格した。また、オールスター・フューチャーズゲームにも選出された。

### アスレチックス時代
2022年8月1日にフランキー・モンタス、ルー・トリビーノとのトレードで、JP・シアーズ、ルイス・メディーナ、クーパー・ボウマンと共にオークランド・アスレチックスへ移籍した。9月1日にメジャー契約を結んでアクティブ・ロースター入りし、同日のワシントン・ナショナルズ戦に先発登板してメジャーデビュー。初回にルーク・ボイトからメジャー初奪三振となる見逃し三振を奪う。

## 詳細情報

### 年度別投手成績
| 年 度    | 球 団    | 登 板 | 先 発 | 完 投 | 完 封 | 無 四 球 | 勝 利 | 敗 戦 | セ 丨 ブ | ホ 丨 ル ド | 勝 率 | 打 者 | 投 球 回 | 被 安 打 | 被 本 塁 打 | 与 四 球 | 敬 遠 | 与 死 球 | 奪 三 振 | 暴 投 | ボ 丨 ク | 失 点 | 自 責 点 | 防 御 率 | W H I P |
| -------- | -------- | ----- | ----- | ----- | ----- | -------- | ----- | ----- | -------- | ----------- | ----- | ----- | -------- | -------- | ----------- | -------- | ----- | -------- | -------- | ----- | -------- | ----- | -------- | -------- | ------- |
| 2022     | OAK      | 7     | 7     | 0     | 0     | 0        | 2     | 2     | 0        | 0           | .500  | 146   | 34.2     | 32       | 5           | 10       | 0     | 4        | 33       | 1     | 0        | 19    | 19       | 4.93     | 1.21    |
| 2023     | OAK      | 35    | 22    | 0     | 0     | 0        | 4     | 9     | 1        | 0           | .308  | 639   | 141.0    | 149      | 24          | 71       | 1     | 9        | 132      | 7     | 1        | 93    | 84       | 5.36     | 1.56    |
| MLB：2年 | MLB：2年 | 42    | 29    | 0     | 0     | 0        | 6     | 11    | 1        | 0           | .353  | 785   | 175.2    | 181      | 29          | 81       | 1     | 13       | 165      | 8     | 1        | 112   | 103      | 5.28     | 1.49    |

- 2024年度シーズン終了時

### 年度別守備成績
| 年 度 | 球 団 | 投手（P） | 投手（P） | 投手（P） | 投手（P） | 投手（P） | 投手（P） |
| 年 度 | 球 団 | 試 合     | 刺 殺     | 補 殺     | 失 策     | 併 殺     | 守 備 率  |
| ----- | ----- | --------- | --------- | --------- | --------- | --------- | --------- |
| 2022  | OAK   | 7         | 1         | 2         | 0         | 1         | 1.000     |
| 2023  | OAK   | 35        | 3         | 10        | 4         | 0         | .765      |
| MLB   | MLB   | 42        | 4         | 12        | 4         | 1         | .800      |

- 2024年度シーズン終了時

### 記録
MiLB
- オールスター・フューチャーズゲーム選出：1回（2022年）

### 背番号
- 64（2022年 - ）